# 글리제 667
글리제 667은 전갈자리에 있는 항성계로 삼중성이다. 이 항성계는 지구에서 22.7광년 떨어져 있다. 세 개의 별은 중력적으로 묶여 있으며, 근처에 12등급 밝기의 네 번째의 천체가 존재하기는 하나 중력적으로 묶여 있지는 않다. 맨눈으로 보면 글리제 667은 겉보기 등급 5.89의 어두운 별 한 개로 보인다. 이는 맨눈으로 볼 수 있는 가장 어두운 별보다 약간 밝은 정도이다.
이 별은 연간 1초간 움직이는데 이는 상대적으로 큰 고유 운동량이다.

## 항성계
밝은 두 개의 구성원 글리제 667 A와 글리제 667 B는 평균 약 12.6 천문단위 떨어져 있는데 이심률에 의하면 가까워질 때는 5천문단위, 멀 때는 20천문단위까지 떨어진다. 1 공전주기는 42.15년이다. 천구상에서 두 별은 1.8초각 떨어져 있다. 글리제 667 C는 다소 멀리 떨어져 있는데, 약 56 ~ 215 천문단위까지 거리가 변한다. 천구상에서 C는 A,B와 30초각 정도 떨어져 있다.
가장 밝은 주성 A는 분광형 K3V의 오렌지색 주계열성이다. 이 항성의 중원소함량은 태양보다 적고(약 75퍼센트) 밝기는 12~13퍼센트 수준이다. 겉보기 등급은 6.29이며 절대 등급은 7.07이다.
반성 B는 A보다 약간 더 어두운 오렌지색 주계열성으로 분광형은 K5V이다. 이 별의 질량은 태양의 65퍼센트이며 밝기는 5퍼센트 정도이다. 겉보기 등급은 7.24이며 절대 등급은 8.02이다.

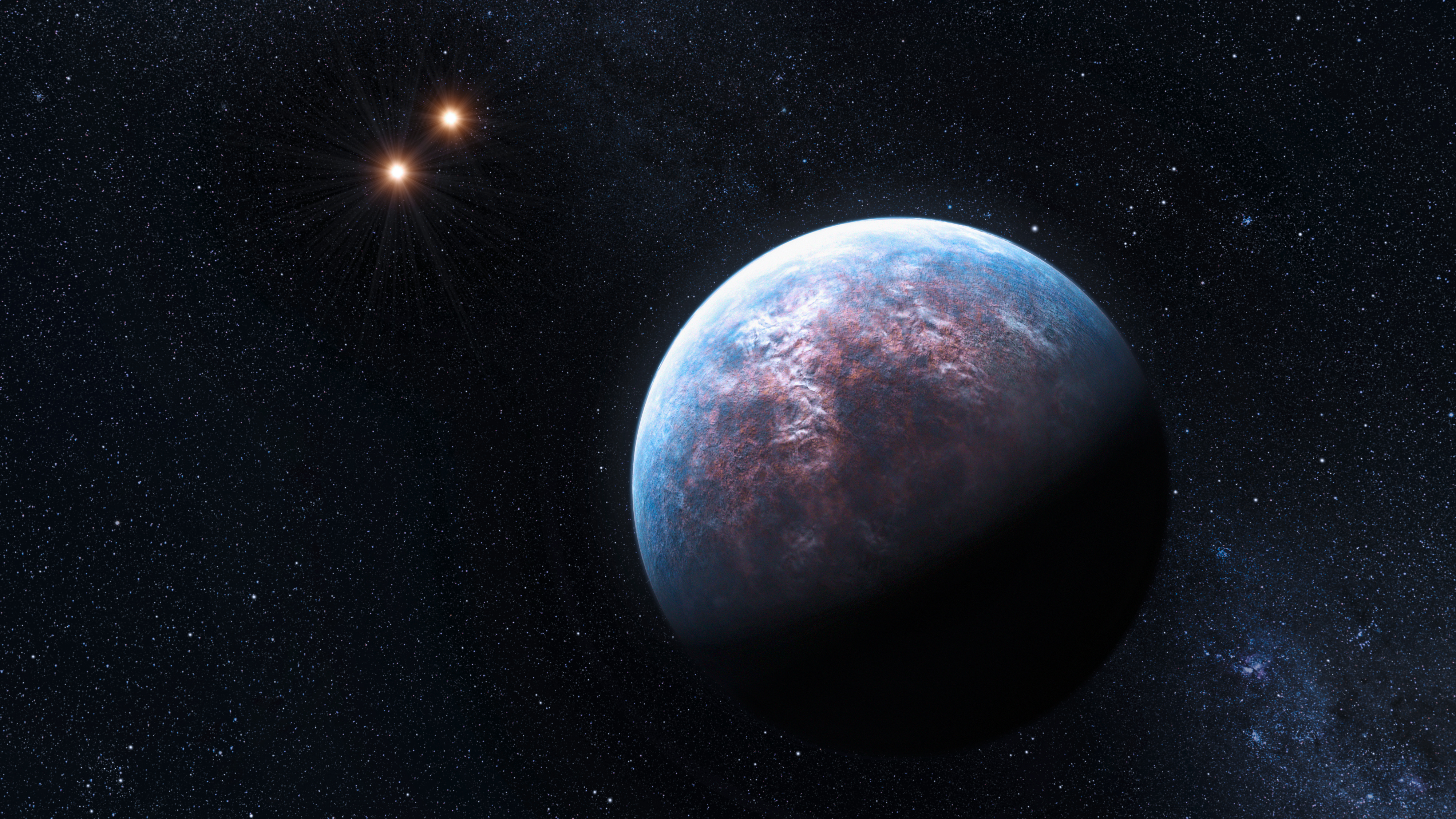
글리제 667 C의 행성인 글리제 667 Cb의 상상도. 왼쪽 위에 글리제 667 A와 B가 보인다.

반성 C는 분광형 M2V의 적색 왜성이다. 이 별의 질량은 태양의 38퍼센트 정도로 밝기는 1천 분의 3에 불과하다. 겉보기 등급은 10.25이며 절대 등급은 11.03이다.

## 행성
반성 C는 행성 2개를 가지고 있다.